# Post reditum ad Quirites
La Post Reditum ad Quirites è un'orazione pronunciata da Cicerone il 5 settembre del 57 a.C. davanti al popolo romano, all'indomani del suo rientro dall'esilio. Poco prima aveva ringraziato il senato con l'orazione Post reditum in Senatu.
(Marco Tullio Cicerone, Post reditum ad Quirites, 10, 25)

## Contesto storico
Agli inizi di febbraio del 58 a.C. il tribuno Publio Clodio Pulcro aveva proposto una rogatio, la Lex Clodia de capite civis romani, che prevedeva acqua et igni interdictio (cioè la simbolica sottrazione di acqua e fuoco, e quindi della cittadinanza) per i magistrati che avessero mandato a morte un cittadino senza la provocatio ad populum. In realtà, una legge simile esisteva, ma era caduta in disuso già ai tempi della condanna a morte emessa dal console L. Opimio nei confronti di Gaio Gracco. Non veniva fatto esplicitamente il nome di Cicerone ma ne era chiaramente il bersaglio dal momento che nel 63 a. C., durante il suo consolato, aveva mandato a morte i catilinari senza l'appello al popolo: con questa legge Clodio dava sfogo a vecchi rancori, legati principalmente alla testimonianza di Cicerone contro di lui nel processo relativo allo scandalo della Bona Dea, e, per di più, andava a limitare, dal momento che apparteneva al partito dei populares, il potere del senatus consultum ultimum.

Cicerone tentò immediatamente la via della mobilitazione generale: si tennero contiones in suo favore; moltissimi senatori e cavalieri si vestirono a lutto (cosa che venne subito proibita da un editto consolare); un suo amico, Lucio Elio Zama, cercò di organizzare manifestazioni di protesta dell'ordine equestre ma fu tempestivamente esiliato dal console Aulo Gabinio. L'ostilità di quest'ultimo e del suo collega, Lucio Calpurnio Pisone, la neutralità di Cesare e Pompeo - che non erano riusciti ad assicurarsi l'appoggio dell'oratore e non volevano perdere il favore del popolo opponendosi a Clodio - e il suggerimento di alcuni ottimati (in particolare quello di Ortensio Ortalo) convinsero Cicerone all'esilio preventivo, anche per evitare eventuali scontri armati.

Il giorno dopo, il 20 marzo, quando l'oratore si era già allontanato dalla città, fu approvata la legge. 

Tra il 25 marzo e il 24 aprile fu votata la legge ad personam contro di lui, la Lex Clodia de exilio Ciceronis: vennero confiscati i suoi beni; fu demolita la sua casa; fu vietato che lo si ospitasse, che si manifestasse o si facessero proposte in suo favore; gli veniva imposta una distanza di almeno 500 miglia marittime dall'Italia. Secondo Emanuele Narducci, questa legge fu probabilmente il frutto di un patto col Senato che, in questo modo, scaricava su Cicerone tutta la responsabilità per la suddetta soppressione dei catilinari.

L'esilio segnò l'inizio di un periodo di profondo sconforto per Cicerone, che cominciò a nutrire forti sospetti verso coloro che gli avevano consigliato di partire, e a rimpiangere di non essere rimasto a Roma per affrontare Clodio.

La situazione cambiò quando questi fece liberare un prigioniero di Pompeo, provocando così uno scontro aperto. Il 1º luglio il tribuno Lucio Ninnio fu indotto da Pompeo a proporre il richiamo di Cicerone, ma un altro tribuno, Elio Ligure, che parteggiava per Clodio, oppose il veto. Nel frattempo Gaio Calpurnio Pisone, genero di Cicerone, aveva cercato, senza ottenerlo, l'aiuto del console L. Pisone, che era suo parente, mentre Publio Sestio si era recato in Gallia, per chiedere inutilmente l'appoggio di Cesare.

Il 1º gennaio del 57 a.C. il neo-console Lentulo Spintere propose in senato l'annullamento del bando ma un tribuno pagato da Clodio, Sesto Attilio Serrano, lo impedì, chiedendo tempo per riflettere. La proposta slittò al 25 gennaio ma anche questa volta il tentativo fallì perché le bande armate di Clodio insorsero. Contro di queste presero le armi i tribuni Tito Annio Milone e Publio Sestio: nei tumulti, Quinto Cicerone e lo stesso Sestio vennero ridotti in fin di vita. 
Intanto, Cicerone e i suoi amici, tra cui Pompeo, si rivolsero alle città federate e alle province dell'Italia, che a giugno diedero vita ad una serie di manifestazioni in suo favore. A luglio, lo stesso Pompeo pronunciò, in Senato, un discorso per favorire il ritorno dell'Arpinate. Il giorno seguente si stabilì che chiunque avesse cercato di impedire la votazione per il richiamo di Cicerone sarebbe stato dichiarato nemico pubblico. Successivamente i consoli Lentulo Spintere e Quinto Cecilio Metello Nepote (fino ad allora ostinato oppositore di Cicerone) vennero finalmente incaricati dal Senato di proporre ai comizi la Lex Cornelia Cecilia de revocando Cicerone, che fu votata il 4 agosto.

Cicerone, che era già a Durazzo, il giorno dopo sbarcò a Brindisi; il 4 settembre fece il suo ingresso trionfale a Roma, accolto da festeggiamenti.

## L'orazione
Nell'esordio dell'orazione, Cicerone ricorda al popolo il giuramento fatto a Giove Ottimo Massimo, subito prima di partire, nella notte tra il 19 e il 20 marzo, quando salì sul Campidoglio per offrire una statua a Minerva: egli giurava che, se avesse dato prova di anteporre la salvezza pubblica a quella personale, attirando su di sé l'ostilità di uomini che odiavano la Repubblica, un giorno sarebbe stato rimpianto dai cittadini, dai senatori, dall'intera Italia.
In questo modo Cicerone, prima di dichiararsi come beneficiario del popolo, e di ringraziarlo per averlo richiamato, si presenta quale suo benefattore: egli, infatti, decidendo di partire anziché affrontare i nemici con le armi, si è sacrificato per la salus rei publicae. In questo modo l'oratore imposta il discorso di ringraziamento presentando il beneficio ricevuto come la restituzione di un beneficio fatto in precedenza: questa posizione di autorevolezza, d'altronde, era necessaria per ricostruire un'immagine degna del suo ritorno in politica; per questo motivo, infatti, insiste continuamente sul suo ruolo di salvatore in occasione della congiura di Catilina, e per questo stesso motivo, identifica più volte la sua salvezza con quella della Repubblica. Probabilmente il ricordo dei propri meriti è anche una strategia per lusingare il popolo: quanto più è autorevole colui che riceve il beneficio, tanto più lo sarà il beneficio stesso e quindi il benefattore.

Cicerone prosegue manifestando apertamente la propria gratitudine e dichiarando inestinguibili i suoi obblighi nei confronti del popolo romano, che, richiamandolo, gli aveva restituito suo fratello Quinto, i suoi figli e lo Stato: questi doni, ricevuti in passato, dopo la lontananza acquisivano un valore incommensurabile.

Subito dopo, fa riferimento a coloro che si sono prodigati per il suo richiamo: i consoli Lentulo e Metello, i tribuni Sestio e Milone, Pompeo, e altri cittadini autorevoli, quali Publio Servilio e Lucio Gellio.

Particolarmente commosso è il ringraziamento al fratello Quinto, rimasto l'unico a scendere nel foro indossando abiti di lutto dopo il già menzionato divieto: «era il solo capace di attirare i vostri sguardo col suo lutto, a ravvisare il ricordo e il rimpianto di me col suo pianto: ben deciso cittadini a seguire la mia stessa sorte…».

Uno spazio rilevante è dedicato al racconto dell'operato di Lentulo Spintere, suo amico e alleato nell'opposizione a Catilina. In questa orazione l'oratore lo definisce addirittura «padre e dio salvatore della mia vita, della mia sorte e del ricordo del nome mio».

Cicerone dedica diversi paragrafi ad enfatizzare le differenze tra sé e i tre precedenti esuli richiamati a Roma, Publio Popilio, Quinto Metello e Gaio Mario, evidenziando con quanta più gloria e onori sia avvenuto il suo richiamo: egli, essendo un homo novus, non poteva contare, come i primi due, sulle intercessioni di parenti illustri e potenti, e, a differenza del terzo, non si aprì la via del ritorno con la forza; inoltre, per il ritorno di Cicerone fu il Senato stesso a insistere e, soprattutto, il suo ritorno fu caldeggiato dalla mobilitazione dell'Italia tutta.

Quest'ultimo elemento è più volte ribadito da Cicerone nel corso dell'orazione e con grande orgoglio. Già nel Commentariolum petitionis, scritto in occasione della sua candidatura al consolato, suo fratello Quinto lo invitava ad impegnarsi per ricevere l'appoggio delle città e provincie dell'Italia: la Lex Iulia de civitate e la Lex Plautia Papiria dell'89 a.C. avevano concesso la cittadinanza romana agli Italici, rendendoli, di fatto, parte integrante dei meccanismi politici della Res publica.

Un elemento da non trascurare è l'immagine che Cicerone tratteggia di Gaio Mario, un'immagine più moderata e positiva di quella presente nel discorso Post Reditum in Senatu. L'oratore, davanti al popolo, denuncia la condanna che Mario aveva subito, definendola indegna della sua gloria. L'elogio di questo eroe del popolo e il parallelo che crea tra questi e sé stesso (erano entrambi homines novi ed entrambi nati ad Arpino) sono particolarmente adatti e opportuni all'interno di un discorso rivolto al popolo. L'oratore, tuttavia, non manca di sottolineare la differenza tra loro: contro i suoi nemici egli non farà ricorso alla violenza ma alla sua solita forza, la parola.

Un'altra figura presentata in termini assai positivi è Gneo Pompeo, del quale vengono esaltate virtù e gloria. Cicerone ne riassume il discorso in suo favore pronunciato in Senato, sottolineando quanto la sua non fosse solo una richiesta, ma una vera e propria supplica. In effetti, i due, erano amici già dal 66 a. C., quando Cicerone difese pubblicamente la Lex Manilia con cui veniva affidato al generale il comando della guerra contro Mitridate; il rapporto tra loro si allentò in maniera significativa solo nell'estate del 59 a.C., allorché l'oratore fu accusato di essere coinvolto nel complotto, denunciato da Vezio, per assassinare Pompeo (era probabilmente una manovra di Cesare per indebolire i suoi oppositori politici). Dopo la passività dimostrata in occasione dell'esilio, Pompeo tornava, in quell'occasione, a parteggiare per Cicerone anche per porre un freno allo strapotere di Clodio e alle scorribande dei suoi seguaci.
Meno aspre, rispetto alla Post Reditum in Senatu, risultano le invettive contro i suoi avversari, in particolar modo contro i consoli dell'anno precedente, Pisone e Gabinio, che si erano venduti a Clodio: la Lex Clodia de provinciis consolaribus assegnava loro rispettivamente le provincie di Macedonia e Cilicia (subito dopo commutata con la Siria mediante la Lex Clodia de permutatione provinciarum), e, per di più, conferiva loro il potere di far guerra, di nominarsi legati e di disporre di grosse somme, cosa che era vietata dalla Lex Iulia de repetundis.
Cicerone conclude l'orazione promettendo che non perseguirà la vendetta ma impiegherà il resto della sua vita per il bene della Repubblica, cercando, così, di sdebitarsi con il popolo che lo aveva richiamato dall'esilio.

## Autenticità e confronto con laPost reditum in Senatu
Alcuni filologi, tra cui F.A. Wolf, hanno dubitato dell'autenticità delle orazioni post reditum, ritenendo che fossero un'esercitazione scolastica.

Oggi invece è attestata la paternità dell'orazione in Senato, perché è Cicerone stesso a dichiarare di averla scritta per poterla leggere di fronte ai senatori; per quanto riguarda la Post reditum ad Quirites, invece, non abbiamo notizie, probabilmente perché destinata ad una occasione meno solenne. 

In questa orazione riprende i temi della Post reditum in Senatu ma li avvicina al gusto del popolo, badando più alla chiarezza che alla forma. Non vi è la stessa precisione storica e la stessa ricchezza di particolari ma prevale la rievocazione del suo ruolo di salvatore della Repubblica e l'utilizzo di elementi in grado di far presa sul popolo: l'esaltazione di Pompeo, il ricordo di Mario, l'insistenza su motivi patetici quali il pianto dei parenti e la gioia provata nel riabbracciarli.